# 종리목
종리목(鍾離牧, ? ~ ?)은 중국 삼국 시대 동오의 군인으로, 자는 자간(子幹)이며, 회계군 산음현(山陰縣) 사람이다. 후한의 노상 종리의의 7세손이며, 아버지 종리서(鍾離緖)는 누선도위(樓船都尉)였다. 형 종리인(鍾離駰)은 상계리(上計吏)였는데, 사찬(謝贊)·고담과 함께 명성이 있었다.

## 생애

### 초기의 행적
어렸을 때, 형 종리인이 항상 종리목이 자신보다 낫다고 주변에 일렀다.
젊은 시절 영흥에 머물면서 빈 땅을 개간하였는데, 수확할 즈음에 현의 백성이 이 곳이 본래 자신의 땅이었다고 우기자, 얻은 벼를 모두 그 사람에게 주었다. 현의 관리가 그 사람을 법에 따라 옥에 가두려 하자 다시 종리목이 말했다. “나는 잠시 이 곳에서 머무는 것입니다. 적은 양의 벼로 백성을 처벌한다면 어떻게 더 머물 수 있겠습니까?” 현리는 그 사람을 풀어 주었다. 한편 그 백성은 풀려나온 뒤 부끄러워하여 종리목에게 도정한 쌀을 주었으나, 종리목은 이를 돌려주고 받지 않았다.

### 동오의 신하로서의 삶
나중에 종리목이 유수독(濡須督)일 시절에 주육(朱育)과 대화한 내용에 따르면, 육손에게 병사 2천을 받아 함께 파양을 토벌했으며, 황룡 3년(231년)에는 반준을 따라 3천 명을 가지고 오계만(五谿蠻)을 토벌했는데, 도중에 조정의 결의에 따라 적에게 버려졌다가 겨우 살아 돌아왔다.
적오 5년(242년), 낭중(郞中)에서 태자보의도위(太子輔義都尉)를 거쳐 남해태수가 되었다. 재임 중에 시흥태수(始興太守) 양도와 태상 등윤에게 높이 평가받았으며, 4년 후 병으로 관직을 떠났다. 승상장사·사직, 중서령(中書令)까지 승진하였다. 이때 건안(建安)·파양(鄱陽)·신도(新都) 세 군에서 산월이 반란을 일으키자 이를 진압하였고, 반란군의 수장 황란(黃亂)·상구(常俱) 등의 항복을 받아 그 수하를 흡수했다. 그 공로로 진정후(秦亭侯)에 봉해지고, 월기교위(越騎校尉)가 되었다.
영안 6년(263년), 촉한이 조위에 멸망하자 촉한 - 동오 국경의 소수민족들의 정정이 불안해졌다. 이 때문에 종리목은 평위장군(平魏將軍)이 되고 무릉태수를 겸하였는데, 임지에 이르렀을 때에는 이미 조위에서 파견한 임시 무릉태수 곽순(郭純)이 소수민족의 반란을 유도하는 한편 자신은 유양(酉陽)까지 진격한 상태였다. 종리목은 231년 반준의 무릉만 진압 사례를 따른 고상(高尙)의 반대 등을 무릅쓰고, 직접 군사를 이끌고 험로를 넘어 빠르게 진격해 위나라에 붙으려 하는 소수민족들을 진압하고 곽순을 쫓아내 오계를 평정했다.
이후 공안(公安)의 도독(都督)으로 전임되고, 양무장군(揚武將軍)이 되었으며, 작위가 도향후(都鄕侯)로 올라가고, 유수(濡須)의 도독으로 전임하였다. 전장군이 되었고, 여전히 무릉태수를 겸임했다.
종리목이 죽은 후 집안에는 남은 재산이 없었고, 백성들과 관리들이 그의 죽음을 모두 슬퍼하였다. 아들 종리의(鍾離禕)가 작위를 이어 종리목의 군사를 통솔하였다.